# Ibrahim Sissoko (football, 1991)
Pour l’article homonyme, voir Sissoko.
Ne doit pas être confondu avec Ibrahima Sissoko.

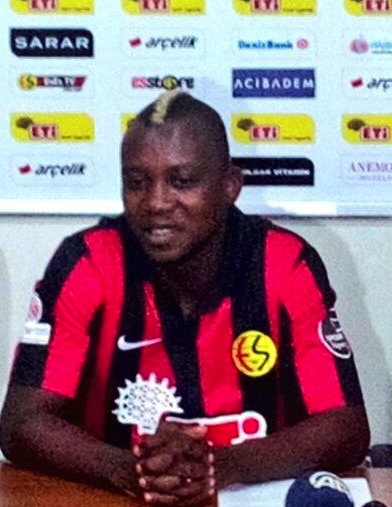
Présentation aux fans d'Eskişehirspor

Ibrahim Sissoko, né le 29 novembre 1991 à Abidjan (Côte d'Ivoire), est un footballeur professionnel ivoirien. Il est actuellement libre de tout contrat.

## Biographie
Ibrahim Sissoko a fait ses débuts balle au pied au Cissé Institut Football Club, club formateur créé en 2006 dans le quartier populaire de Yopougon à Abidjan par l'ex-international ivoirien Souleymane Cissé, par ailleurs responsable de la formation au club français d'Evian Thonon Gaillard. 

### Académica Coimbra
Le jeune attaquant commence sa carrière professionnelle en juillet 2010 en première division portugaise, à l'Académica Coimbra, club dans lequel il a évolué pendant 2 saisons. À la mi-saison 2011-2012, alors que l'Académica Coimbra connait des difficultés en championnat et qu'il est suivi de près par plusieurs formations européennes, Ibrahim Sissoko résilie prématurément son contrat avec le club portugais pour s'engager jusqu'en juin 2015 en première division allemande avec le VfL Wolfsburg. Du fait de ce transfert, il ne participe pas à la conquête de la coupe du Portugal par l'Académica Coimbra du mois de janvier au printemps 2012.

### Wolfsburg
Ibrahim Sissoko dispose d'un important potentiel, mais ses débuts avec l'équipe de Wolfsburg ne s'avèrent pas concluants. Il est titularisé par Felix Magath lors de 2 matchs, le 4 février 2012 contre le Borussia Mönchengladbach (0-0), puis le 25 février contre Hoffenheim (défaite 2-1), mais il ne figurera plus sur la feuille de match jusqu'à la fin de la saison, hormis une convocation en tant que remplaçant contre Nuremberg le 17 mars, où il n'entre pas en cours de jeu. 
Durant l'été 2012, il est prêté pour une saison en première division grecque au Panathinaïkos, afin de disposer de temps de jeu et d'acquérir de l'expérience. Il réalise avec le club grec une saison pleine, y disputant 39 matchs, dont 35 en tant que titulaire, participant à deux tours préliminaires de Ligue des Champions (élimination de Motherwell au 3e tour, phase au cours de laquelle il marque un but, puis élimination en barrages par Malaga), suivis de 5 matchs en Ligue Europa au cours de l'automne 2012. 
En octobre 2012, il est appelé par Sabri Lamouchi en équipe nationale de Côte d'Ivoire pour le match retour du second tour des qualifications à la Coupe d'Afrique des nations 2013, contre le Sénégal. 
Le 2 février 2013, il réalise un doublé lors du match de championnat contre l'Asteras Tripolis (2-2).
De retour de prêt au VfL Wolfsburgben juillet 2013 alors que l'entraineur Felix Magath a été remplacé par Dieter Hecking, Ibrahim Sissoko ne participe plus en fin de mois aux stages de pré-saison avec le club allemand. Le 28 juillet 2013, il est de nouveau prêté pour une saison, avec option d'achat, en première division française à l'AS Saint-Étienne.

### Saint-Étienne
Il dispute son premier match en Ligue 1 le 25 août 2013 où il rentre à la place de Jonathan Brison lors d'une défaite face à Lille (1-0).

### Deportivo La Corogne
Après un passage et quelques brèves apparitions à Saint-Étienne, il est de nouveau prêté au Depor où il joue 16 matchs et contribue activement à la montée en Liga. Il est auteur de plusieurs passes décisives et d’un but rien que sur la deuxième partie du championnat. Cette seconde partie pleine lui vaudra un transfert définitif au club turc du Eskişehirspor Kulübü.

### Eskişehirspor
Il dispute son premier match de Ligue 1 Turque le 30 août 2014. Arrivé en cours de préparation cependant en début de saison, il commence le match en tant que remplaçant. Il rentre à la 46e minute à la place de E. KILIC. Alors que son équipe est menée 0-1, Eskişehirspor Kulübü parvient à renverser la vapeur et l’emporte finalement 2-1 à domicile. I. SISSOKO fait donc ses débuts dans le championnat turc avec une victoire.   

### Palmarès
- Konyaspor
  - Vainqueur de la Coupe de Turquie en 2017